# Reykhólahreppur
Reykhólahreppur är en kommun i regionen Västfjordarna på Island. Folkmängden är 233 (2022).